# Lucky Luke mot Joss Jamon
Lucky Luke mot Joss Jamon (Lucky Luke contre Joss Jamon) är ett Lucky Luke-album från 1958. Det är det 11:e albumet i ordningen, och har nummer 39 i den svenska utgivningen. 

## Handling
Året är 1865 och det amerikanska inbördeskriget är just slut. Joss Jamon, och hans liga - Pete Vindflöjeln, Muskel-Jack, Joe Rödskinnet, Sam Farmaren och Falskspelar-Bill - terroriserar människorna i småstäderna i den amerikanska södern. Jamon lyckas i det närmaste få Lucky Luke hängd för ligans brott, men i sista stund blir Luke benådad mot löftet att få de riktiga brottslingarna dömda.
Luke hinner upp ligan i Frontier City i tid för att upptäcka Jamon planerar att bli vald till borgmästare i staden. I ett försök att stoppa honom från att vinna inflytande ställer Luke upp som motkandidat, men får se sig besegrad tack vare ligans terrorgrepp om Frontier Citys innevånare. Med makten i sin hand, och med hjälp av såväl bröderna Dalton (i deras första framträdande) som Billy the Kid, Jesse James och Calamity Jane, beslutar de att röja Luke ur världen.

## Svensk utgivning
- Morris; Goscinny, René, (översättare: Kåre Persson) (1980). Bröderna Daltons första fall. Lucky Lukes äventyr: 39. Stockholm: Bonniers Juniorförlag. Libris 7285267. ISBN 91-48-50358-4
- I Lucky Luke – Den kompletta samlingen ingår albumet i "Lucky Luke - 1955-1957". Libris 9357796. ISBN 91-7269-407-6